# تشوروك سوف

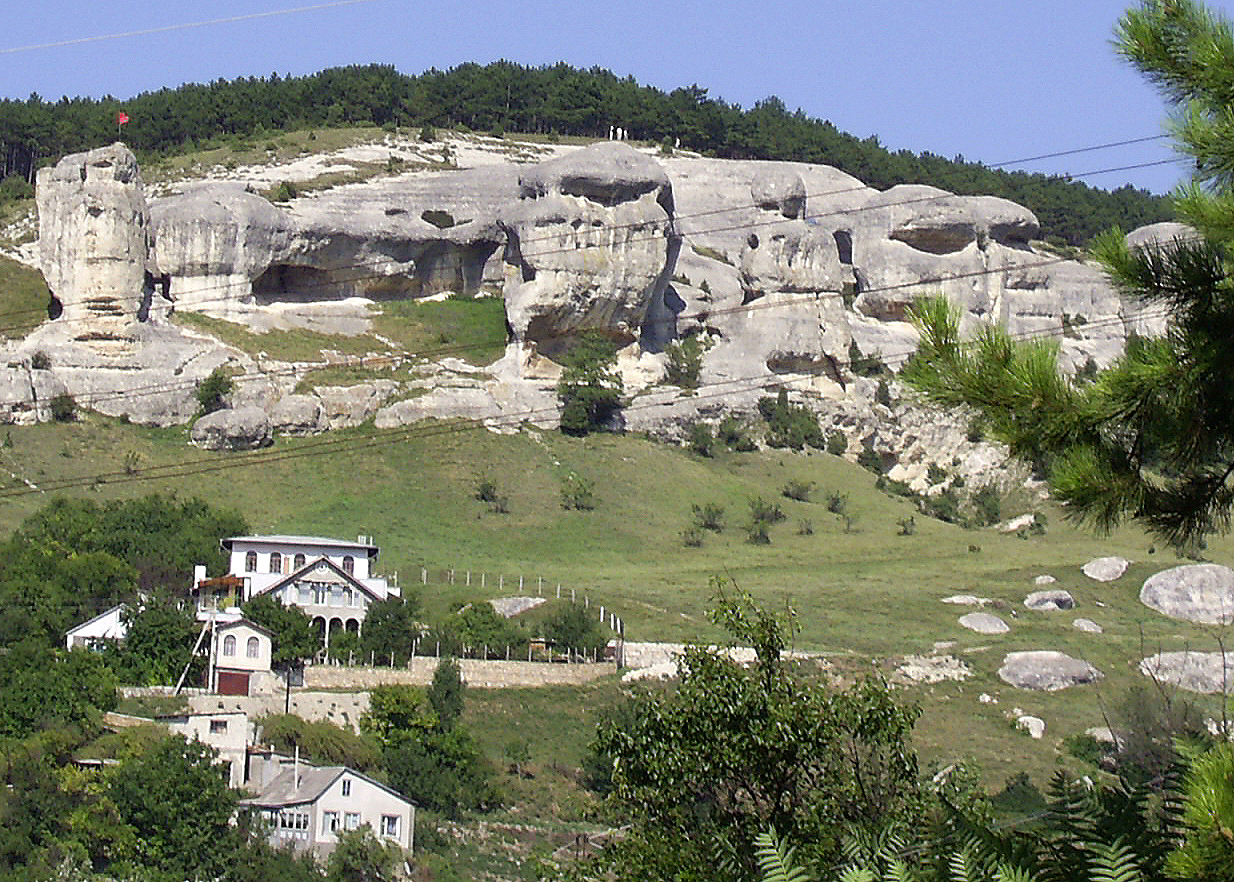

تشوروك سوف هو عبارة عن نهر صغير في القرم، والرافد الأيمن لنهر قاتشي. وينبع في الضواحي الشرقية لمدينة باختشيساراي ، ويصب غرب المدينة في نهر آخر.